# Urrao
Urrao ist eine kolumbianische Gemeinde (municipio) im Departamento Antioquia in der Subregion Suroeste antioqueño.

## Geografie

### Geografische Lage
Urrao liegt inmitten der Anden in den westlichen Kordilleren.

### Nachbargemeinden
Urrao grenzt im Norden an Abriaquí und Frontino, im Westen an Vigía del Fuerte, im Süden an Salgar und an das Departamento del Chocó (Medio Atrato, Quibdó und El Carmen de Atrato) und im Osten an Betulia, Concordia, Caicedo und Anzá.

## Bevölkerung
Die Gemeinde Urrao hat 31.839 Einwohner, von denen 18.080 im städtischen Teil (cabecera municipal) der Gemeinde leben (Stand: 2022).

## Geschichte
Urrao wurde 1781 gegründet.

## Wirtschaft und Infrastruktur
Prägend für die Region ist die Landwirtschaft, es werden u. a. Granadillen, Obst, Zuckerrohr, Bohnen, Mais, Kartoffeln angebaut und es wird Tierzucht betrieben.
Weitere Wirtschaftszweige beschäftigen sich mit Erzabbau und Holzgewinnung.

### Verkehr
Urrao verfügt über einen Flughafen, den Aeropuerto Alí Piedrahita (IATA-Code: URR).

## Persönlichkeiten

### Söhne und Töchter der Stadt
- Abraham Escudero Montoya (1940–2009), Bischof von Espinal (1990–2007) und Palmira (2007–2009)
- Gonzalo Restrepo Restrepo (* 1947), Erzbischof von Manizales (2010–2020) und Bischof von Girardota (2006–2009)
- Arles Castro (* 1979), Radrennfahrer
- Luis Felipe Laverde (* 1979), Radrennfahrer
- Rigoberto Urán (* 1987), Radrennfahrer